# Нетрин-1
Нетрин-1 - белок, кодируемый геном NTN1 и принадлежащий к семейству нетринов. Нетрин-1 участвует в аксональном наведении, его взаимодействие с белком Deleted in Colorectal Cancer (DCC) играет роль также в развитии некоторых опухолей.
В начальный период нейронального развития нетрин-1 секретируется клетками вентральной пластинки нервной трубки, затем высокая экспрессия белка отмечается в ганглионарном бугорке.
Человеческий белок нетрин-1, состоящий из 604 аминокислот, на 98% идентичен мышиному нетрину-1 и на 50% идентичен белку Unc6 червя C. elegans.
Согласно одному исследованию, взаимодействие нетрина-1 с α3β1-интегрином играет важную роль в правильном позиционировании ГАМКергических интернейронов в коре мозга. Известно, что с интегрином этой конфигурации связывается также рилин, контролирующий позиционирование при кортикогенезе.

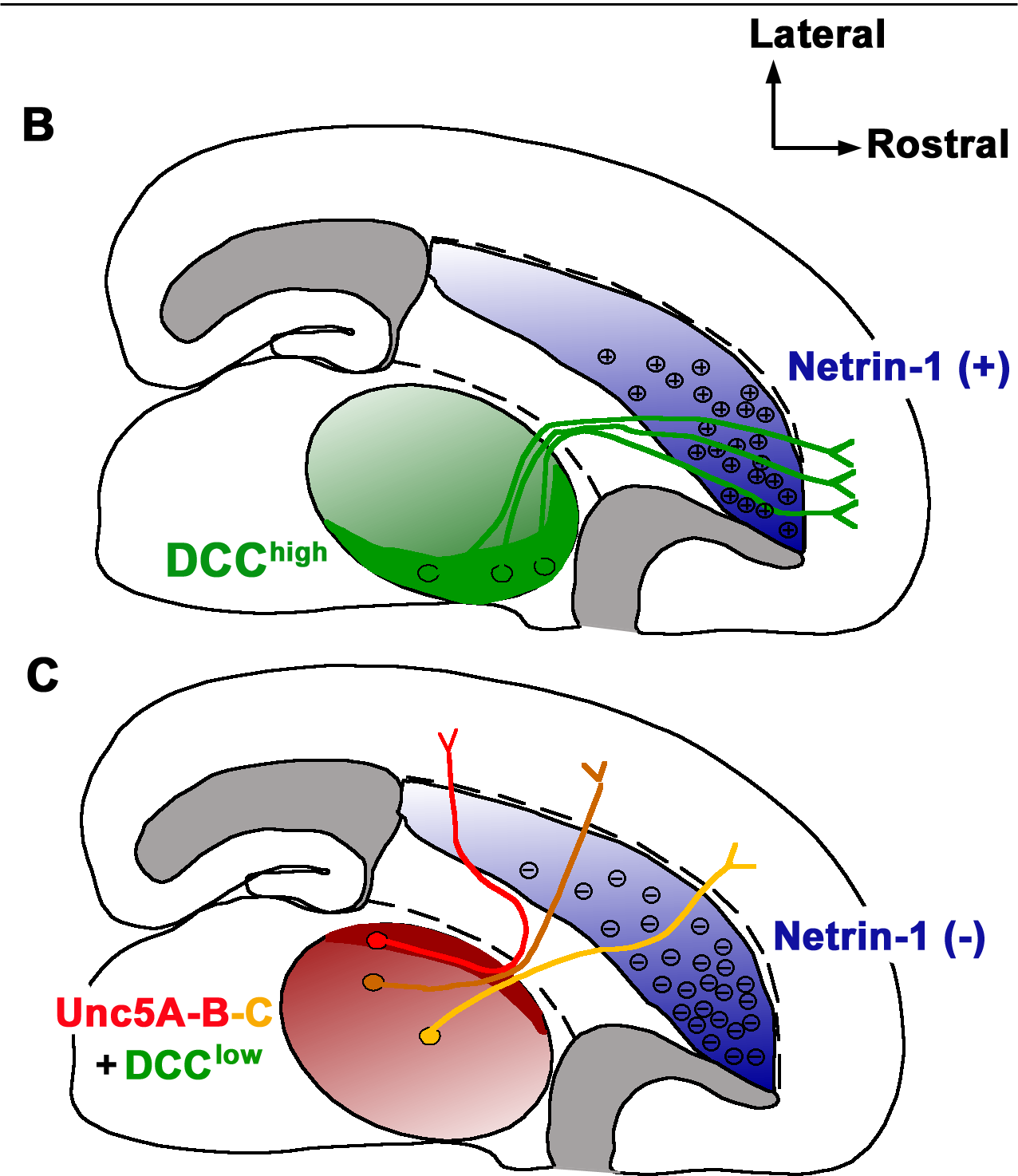
Генетический нокаут нетрина-1 нарушает топографию таламокортикальных связей. Из работы Powell et al., 2008.